# 奧爾曼 (密蘇里州)
奧爾曼（英語：Ohlman）是位於美國密蘇里州雷諾茲縣的非建制地區。

## 歷史
奧爾曼的郵局於1907年設立，其後於1915年停運。

## 地理
奧爾曼所處的海拔為高於海平面375米（即1230英呎），而該地所採用的時區為UTC-6，即北美中部時區（CST）。同時該地設有夏令時間，為UTC-6調快一小時，即UTC-5（CDT）。